# Conchyliodes distelitis
Conchyliodes distelitis là một loài bướm đêm trong họ Geometridae.